# Bumper
Pour l’article homonyme, voir Bumper (fusée).
En télédiffusion, un bumper ou eyecatch est une publicité ou une saynète[réf. nécessaire] d'une chaîne ou d'un réseau de télévision affichant son logo principal ainsi qu'éventuellement son slogan. Le bumper est souvent diffusé entre les émissions ou pendant des pauses publicitaires. Il sert en une certaine manière à prouver que le téléspectateur est bien sur une certaine chaîne. On s'en sert également à des fins de remplissages de pauses publicitaires.